# Vilda bin

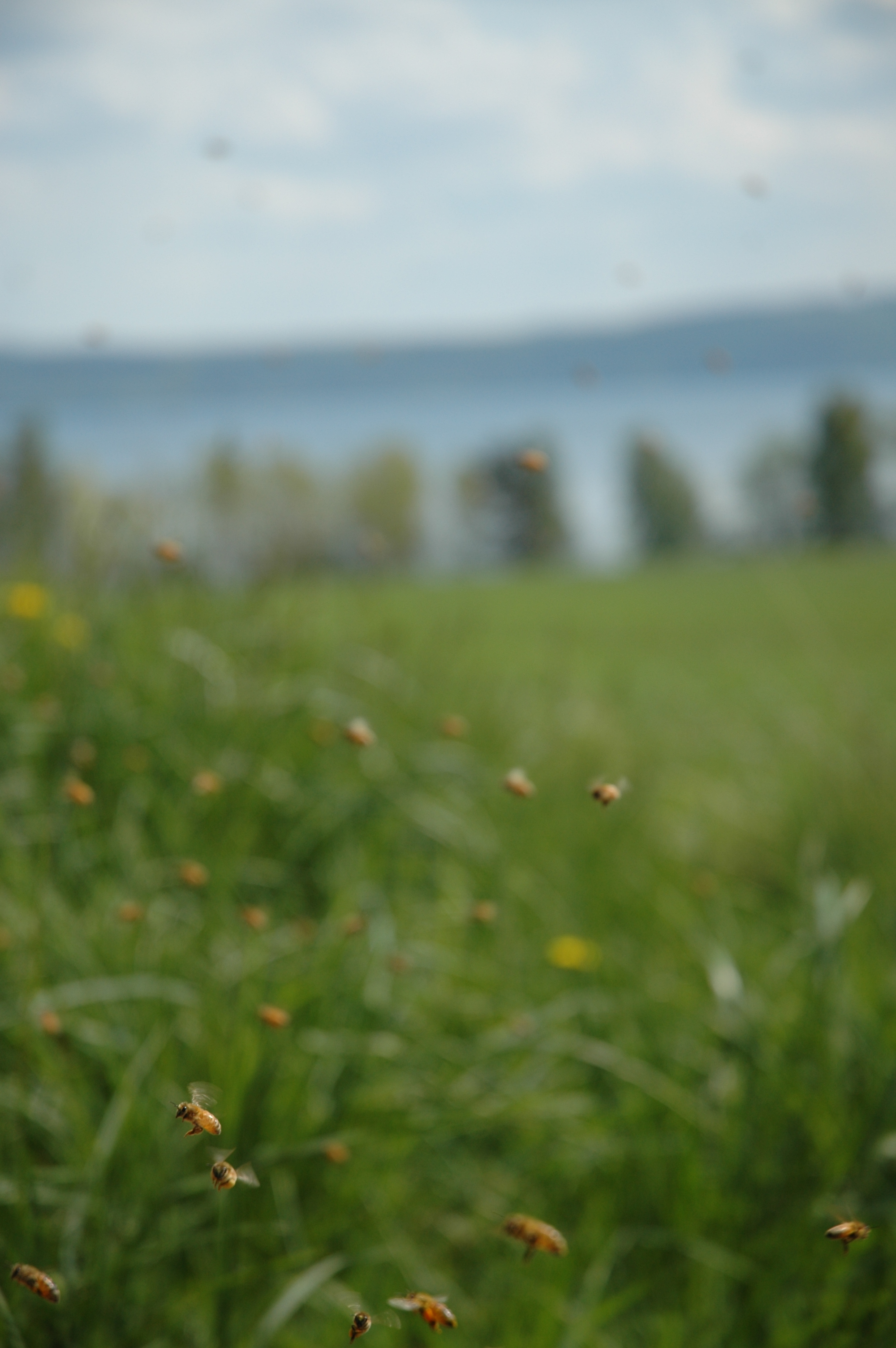
Flygande bin

De flesta vilda bina är solitära vilket innebär att de lever ett och ett och inte i bisamhällen. Det finns knappt 300 vilda arter av bin och humlor i Sverige.  Till de vilda bi- och humlearter som har svårt att överleva hör byxbin, gökbin och pälsbin. Sexton arter kan redan ha utrotats i Sverige. 
Bin och humlor matar sina larver med pollen. Flera arter är specialiserade på bara en eller ett fåtal blommor. Det råder brist på blomster i odlingslandskapet och åkrarna besprutas så att blommorna dör.
Forskare vid Uppsala universitet och Sveriges lantbruksuniversitet diskuterar om det går att rädda våra utrotningshotade humlor och bin.
I Jordbruksverkets projekt Mångfald på slätten sprids kunskap om hur man kan hjälpa de vilda bina genom att placera ut vildstekelholkar och på så sätt öka pollineringen.